# Hydaticus sellatus
Hydaticus sellatus är en skalbaggsart som beskrevs av Régimbart 1883. Hydaticus sellatus ingår i släktet Hydaticus och familjen dykare. Inga underarter finns listade i Catalogue of Life.

## Bildgalleri

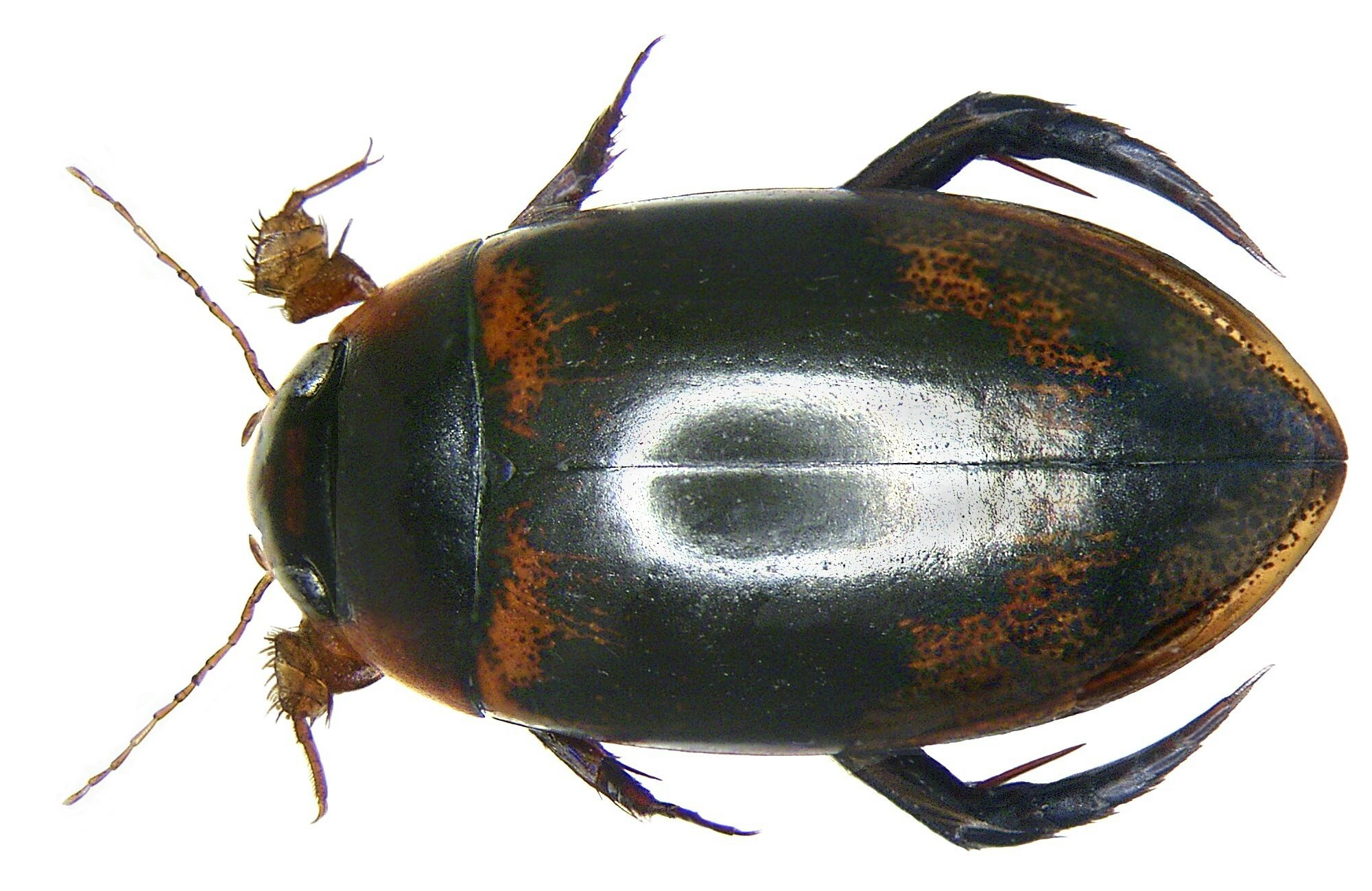